# (14069) Krasheninnikov
(14069) Krasheninnikov est un astéroïde de la ceinture principale.

## Description
(14069) Krasheninnikov est un astéroïde de la ceinture principale. Il fut découvert le 18 avril 1996 à La Silla par Eric Walter Elst. Il présente une orbite caractérisée par un demi-grand axe de 3,15 UA, une excentricité de 0,22 et une inclinaison de 22,7° par rapport à l'écliptique.

## Compléments